# Reading (Royaume-Uni)
Pour les articles homonymes, voir Reading.
Reading (prononcé en anglais : /ˈɹɛ.dɪŋ/) est une ville et un borough situé dans le Berkshire (Angleterre), comté dont elle est la capitale depuis 1867. La majorité de sa zone urbaine fait partie du borough de Reading, bien que certaines de ses banlieues soient administrées par les collectivités territoriales voisines. Située dans la vallée de la Tamise et à sa confluence avec la Kennet, Reading est située à 64 km à l'ouest de Londres et à 40 km au sud d'Oxford.
Reading est une ville commerciale majeure, surtout dans les domaines des technologies de l'information et de l'assurance. Elle accueille également la plupart des centres commerciaux et des grands magasins de la région, dont The Oracle (en), le Broad Street Mall ainsi que la zone piétonne de Broad Street. La ville est dotée d'une université. Chaque année, elle accueille le Reading Festival, l'un des plus grands festivals de musique d'Angleterre. Reading dispose également d'une équipe de football professionnel, le Reading FC, ainsi que dans plusieurs autres disciplines sportives.

## Géographie

### Situation géographique
Reading est située en Grande-Bretagne, au sud du Royaume-Uni et de l'Angleterre et au centre du comté du Berkshire, dont elle est la plus grande ville.
Reading comporte de nombreuses banlieues : à l'ouest entre la Tamise et la Kennet dans les contreforts des Berkshire Downs jusqu'à Calcot, Tilehurst et Purley ; au sud et au sud-est sur la rive sud de la Kennet jusqu'aux quartiers de Whitley Wood et Lower Earley et au nord de la Tamise dans les Chilterns jusqu'aux quartiers de Caversham Heights, Emmer Green et Caversham Park Village. En dehors de la ville, le reste des vallées restent en grande partie des plaines inondables non aménagées. À l'exception de la M4 en direction du sud, il n'y a qu'une seule route qui traverse la plaine inondable de la Kennet. Toutes les autres routes se trouvent dans ou près de Reading.
Historiquement, la ville de Reading a toujours été plus petite que sa division administrative, que ce soit au sein des paroisses de St Mary, St Laurence et St Giles ou des boroughs suivants. Aujourd'hui, Reading compte un centre-ville ainsi que plusieurs banlieues et districts, qui font tous les trois partie du borough et de l'aire urbaine au sens le plus large du terme. Les noms et emplacements de ces banlieues font partie de la vie de la ville, mais en dehors de certains cas où le quartier est établi sur l'ancien emplacement d'une paroisse civile, il n'y a pas de frontières définies. L'aire urbaine de Reading (officiellement de Reading/Wokingham) inclut Winnersh, Wokingham et Crowthorne ainsi que les paroisses civiles d'Earley, Woodley, Purley, Tilehurst et Shinfield.

### Topographie

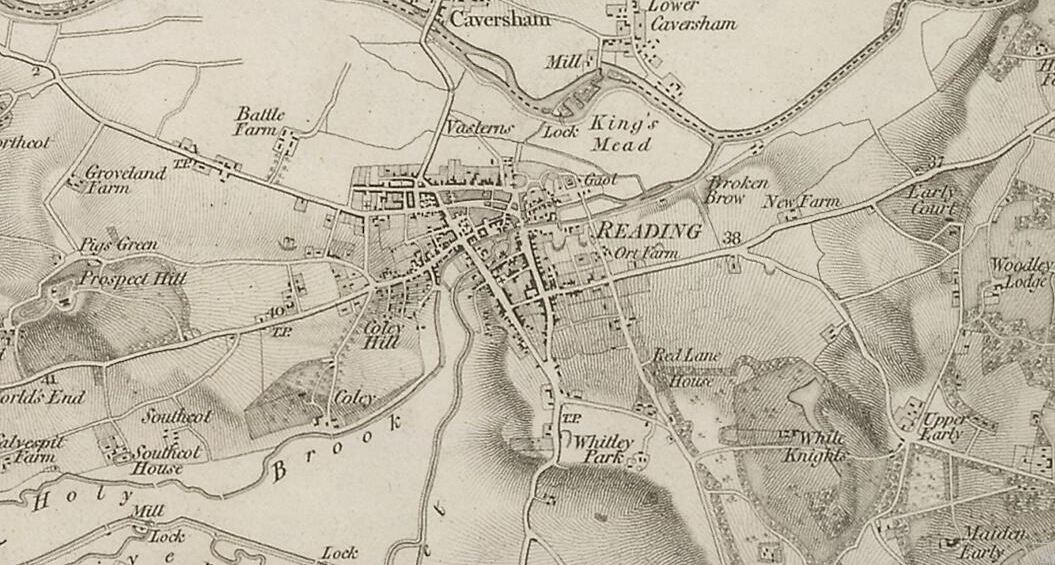
Reading en 1830.

Reading est situé à 68 km au nord de la côte sud de l'Angleterre. Son centre se trouve dans un renfoncement entre la Tamise et la Kennet, à proximité de leur confluence. Juste avant la confluence, la Kennet traverse un passage étroit dans les collines qui délimitent le côté sud de la zone inondable de Tamise. L'absence d'une zone inondable pour la Kennet a permis le développement de quais. Les zones inondables de Reading sont assez rarement inondées,.

### Communes limitrophes
| Pangbourne | Tokers Green | Dunsden Green |
| Sulham     | Reading      | Woodley       |
| Calcot     | Ryeish Green | Earley        |

### Climat
Comme le reste du Royaume-Uni, Reading dispose d'un climat océanique, avec des températures et des précipitations dans la moyenne nationale. La station météorologique du Met Office la plus proche est celle de l'Observatoire atmosphérique de l'université de Reading, dans le campus Whiteknights, qui réalise des mesures atmosphériques et météorologiques depuis 1970. Le record de température local de 37,6°C a été enregistré le 19 juillet 2022, avec une température minimale enregistrée de −14,5°C en janvier 1982.
| Mois                                            | jan.  | fév.  | mars  | avril | mai   | juin | jui.  | août  | sep.  | oct.  | nov. | déc.  | année   |
| ----------------------------------------------- | ----- | ----- | ----- | ----- | ----- | ---- | ----- | ----- | ----- | ----- | ---- | ----- | ------- |
| Température minimale moyenne (°C)               | 2,1   | 2,2   | 3,5   | 5,1   | 8     | 10,8 | 12,9  | 12,7  | 10,4  | 7,9   | 4,7  | 2,5   | 6,9     |
| Température moyenne (°C)                        | 5,1   | 5,4   | 7,4   | 9,7   | 12,7  | 15,6 | 17,8  | 17,5  | 14,8  | 11,5  | 7,8  | 5,4   | 10,9    |
| Température maximale moyenne (°C)               | 8     | 8,5   | 11,2  | 14,2  | 17,4  | 20,4 | 22,7  | 22,3  | 19,3  | 15,1  | 11   | 8,4   | 14,9    |
| Record de froid (°C)                            | −14,5 | −11,6 | −7,2  | −3,5  | −2    | 1,5  | 4,8   | 3,4   | 0,6   | −4,4  | −8,3 | −13,4 | −14,5   |
| Record de chaleur (°C)                          | 15,5  | 19,6  | 22,8  | 26,9  | 28,5  | 34   | 37,6  | 36,4  | 29,6  | 27,8  | 18,1 | 15,8  | 37,6    |
| Ensoleillement (h)                              | 55,6  | 76,5  | 119,7 | 170,2 | 199,9 | 199  | 205,5 | 190,5 | 145,3 | 106,6 | 60,2 | 48,5  | 1 577,5 |
| Précipitations (mm)                             | 65,2  | 45,6  | 40,3  | 48,7  | 43,5  | 47,2 | 48,9  | 56,9  | 49,7  | 73,8  | 73,1 | 65,4  | 658,2   |
| dont nombre de jours avec précipitations ≥ 1 mm | 11,8  | 9,7   | 8,6   | 9,3   | 8,1   | 7,7  | 8,1   | 8,5   | 8,2   | 10,6  | 11,8 | 11,5  | 113,9   |

## Histoire

### Origine
La première occupation du territoire de l'actuelle ville de Reading remonte probablement à la période romaine, possiblement sous la forme d'un port de commerce pour Calleva Atrebatum. Cependant, la première preuve de l'existence d'un établissement humain à cet endroit remonte au VIIIe siècle, sous l'appellation Readingas. En vieil anglais, Readingas signifie les « Gens de Reada ». Reada était un chef saxon du VIIIe siècle. En fin 870, une armée de Danes envahit le royaume de Wessex et installe un camp à Reading. Le 4 janvier 871, lors de la première bataille de Reading, le roi du Wessex Æthelred et son frère Alfred le Grand tentent sans succès de franchir les défenses danoises. La bataille est décrite dans la Chronique anglo-saxonne, et cette description constitue la première preuve écrite de l'existence de Reading. Les Danois restent à Reading jusqu'à la fin de l'année 871, puis se retirent vers leurs quartiers d'hiver à Londres,.
Après la bataille d'Hastings et la conquête normande de l'Angleterre, Guillaume le Conquérant donne des terres dans et autour de Reading afin d'y construire l'abbaye de Battle. Dans le Domesday Book de 1086, la ville est décrite comme un borough. La présence de six moulins y est inscrite : quatre sur les terres royales et deux sur celles de l'abbaye. L'abbaye de Reading est fondée en 1121 par Henri Ier, qui est enterré sous le sol de l'abbaye. Il donne à sa mort les terrains qu'il détenait à Reading et à Cholsey à l'abbaye,.
Reading était un point de traversée de plusieurs rivières : en 1312, le roi Édouard II ordonne que les ponts de la ville soient maintenus en bon état. On ignore à quel point Reading a été touchée par la peste noire qui a frappé l'Angleterre au XIVe siècle, mais on sait que l'abbé Henry of Appleford en a été victime en 1361, et que le village voisin de Henley a perdu 60% de sa population. L'abbaye est largement détruite en 1538 à la suite de la dissolution des monastères voulue par Henri VIII. Le dernier abbé, Hugh Faringdon, est jugé et reconnu coupable de haute trahison et pendu, écartelé et dépecé devant l'abbatiale,.

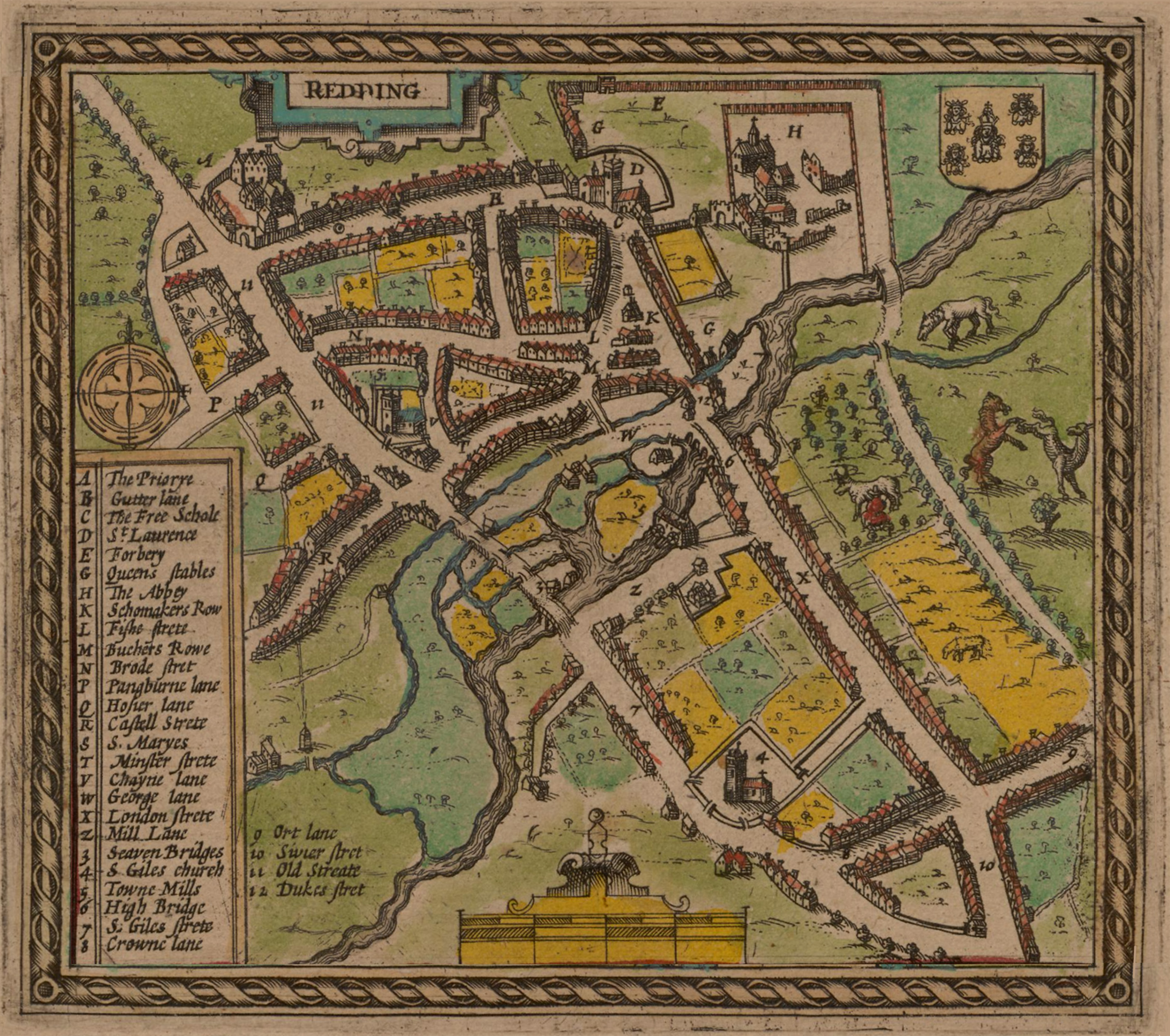
La plus ancienne carte de la ville, publiée en 1611 par John Speed.

En 1525, Reading est la plus grande ville du Berkshire, et les déclarations de revenus montrent qu'elle était la dixième ville la plus riche d'Angleterre en termes de richesse imposable. En 1611, la ville avait une population de plus de 5 000 habitants et fondait sa richesse sur le commerce du tissu, comme en témoigne la fortune du marchand John Kendrick,. Reading a joué un rôle lors de la première révolution anglaise. Malgré ses fortifications, une garnison royaliste y est imposée en 1642. La ville est la cible d'un siège victorieux organisé par les partisans du Parlement d'Angleterre en avril 1643. En conséquence, l'économie du tissu est largement dégradée dans la ville, et Reading ne redevient prospère qu'au cours du XXe siècle,. La ville joue également un rôle important pendant la Glorieuse Révolution : la seconde bataille de Reading est l'une des deux seules importantes de la révolution,.

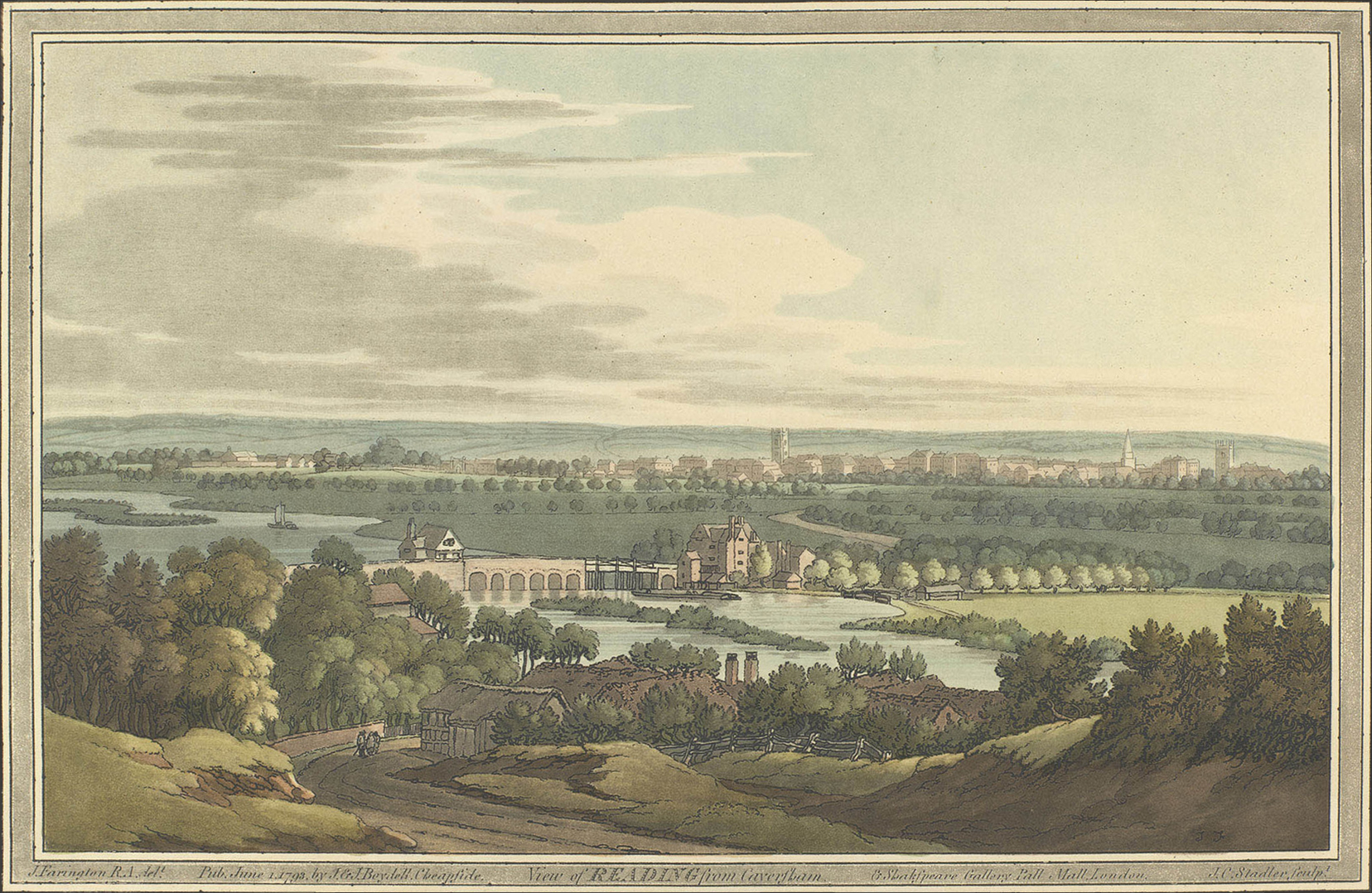
View of Reading from Caversham par Joseph Farington en 1793.

Au cours du XVIIIe siècle, plusieurs usines sidérurgiques d'ampleur s'installent dans la ville, ainsi que quelques brasseries qui confèrent une certaine renommée à la ville. Le commerce de Reading est renforcé par la qualité des routes à péage pour diligences qui relient Londres à Oxford et au West Country. En 1723, malgré une importante opposition locale, Kennet Navigation ouvre la Kennet au transport fluvial jusqu'à Newbury. Cette opposition s'essouffle au fil du temps, après que les premières retombées économiques liées à ce mode de transport soient parvenues dans la ville. Après l'ouverture du canal Kennet et Avon en 1810, il est rendu possible de relier Reading au canal de Bristol en barque. Dès 1714, et probablement avant cette année, le rôle de chef-lieu du comté de Berkshire est partagé entre Reading et Abingdon,. Entre le XVIIIe siècle et le XIXe siècle, Reading était la dernière ville traversée par la route à péages Hatfield-Reading, qui permettait aux voyageurs du nord du pays de poursuivre leur voyage vers l'ouest sans passer par les embouteillages de Londres.
Au courant du XIXe siècle, Reading s'établit rapidement comme une ville manufacturière. La gare de Reading, aujourd'hui l'une des plus importantes d'Angleterre, ouvre en 1840. La Great Western Railway arrive dans la ville en 1841, suivie par la South Eastern Railway en 1849 et la London and South Western Railway (en) en 1856,. Les Assizes d'été sont déplacées d'Abingdon à Reading en 1867, faisant officiellement de Reading le chef-lieu du comté de Berkshire, une décision officiellement approuvée par le conseil privé en 1869. La ville devient un borough de comté grâce au Local Government Act 1888,. Reading était notamment reconnue pour ses Three Bs (en français : « Trois B ») produits dans la ville : la bière (beer ; de 1785 à 2010 par H & G Simonds Ltd (en)),, les bulbes (bulbs ; de 1837 à 1974 par Suttons Seeds (en)), et les biscuits (biscuits ; de 1822 à 1976 par Huntley & Palmers (en)),,.

### XXesiècle
La ville continue son expansion au XXe siècle en annexant Caversham sur l'autre rive de la Tamise dans l'Oxfordshire le 9 novembre 1911. Contrairement à beaucoup d'autres villes et villages anglais, Reading est très peu touchée par les bombardements des deux guerres mondiales, bien que nombre de ses habitants ont perdu la vie ou ont été blessés pendant ces deux conflits. Le seul incident majeur est survenu le 10 février 1943, lorsqu'un raid aérien mené par un unique avion de la Luftwaffe a tué 41 civils et fait plus de 100 blessés dans le centre de la ville.
Le quartier de Lower Earley, construit en 1977, était l'un des plus grands quartiers de logements privés d'Europe,. Il étend l'aire urbaine de Reading jusqu'à l'autoroute M4, qui fait figure de frontière sud de la ville. Les projets immobiliers suivants ont augmenté le nombre de maisons modernes et de supermarchés dans la banlieue de Reading. Un grand centre commercial, The Oracle (en), ouvre ses portes en 1999. Il porte le nom d'un hospice construit à cet emplacement au XVIIe siècle. Il propose trois étages de magasins et a permis de renforcer l'économie locale en créant 4 000 emplois,.

### XXIesiècle
Reading est l'une des plus grandes aires urbaines du Royaume-Uni à ne pas avoir le statut de cité, malgré quatre tentatives récentes en 2000 à l'occasion de la célébration du millénaire, en 2002 lors du jubilé d'or de la reine Élisabeth II, en 2012 lors du jubilé de diamant,, et en 2022 lors du jubilé de platine,.
Le 20 juin 2020, en début de soirée, une attaque au couteau fait trois morts et trois blessés graves dans le parc de Forbury Gardens. L'auteur des faits, un demandeur d’asile libyen âgé de 25 ans, est interpellé par la police, qui, très vite, considère l’attaque comme « terroriste ».

## Politique et administration

### Administration municipale
L'administration territoriale du borough de Reading est fournie par le Conseil du borough de Reading (en), une autorité unitaire à niveau unique sansparoisses civiles. Cependant, certaines localités des banlieues de Reading dépendent de l'autorité unitaire du West Berkshire et de Wokingham. Ces localités appartiennent à des paroisses civiles, et disposent parfois de leur propre statut de village. Reading a élu au moins un membre du Parlement à toutes les élections générales depuis 1295. Historiquement, Reading était représentée par les élus du borough parlementaire de Reading (en) et des circonscriptions de Reading (Reading North (en) et Reading South (en)). Depuis les élections générales de 2010, Reading est divisée en quatre circonscriptions parlementaires : Reading East, Reading West, Wokingham (qui comprend Shinfield, la majorité de Earley et de Lower Earley) et Maidenhead (qui couvre en partie Woodley).
Reading accueille la Cour de la couronne, chargée de la justice pénale, et la Cour de comté (en), chargée des affaires civiles. Les affaires moins importantes sont gérées par la cour des magistrats locale. Reading dispose d'une certaine forme d'autonomie administrative depuis 1253. Après cette date, la ville est gérée par le borough de comté, puis par le comté du Berkshire. Le borough de Reading devient une autorité unitaire en 1998, lorsque le Conseil du comté du Berkshire est aboli par la Local Government Commission for England, et est à présent responsable de tous les aspects de l'administration territoriale au sein du borough.

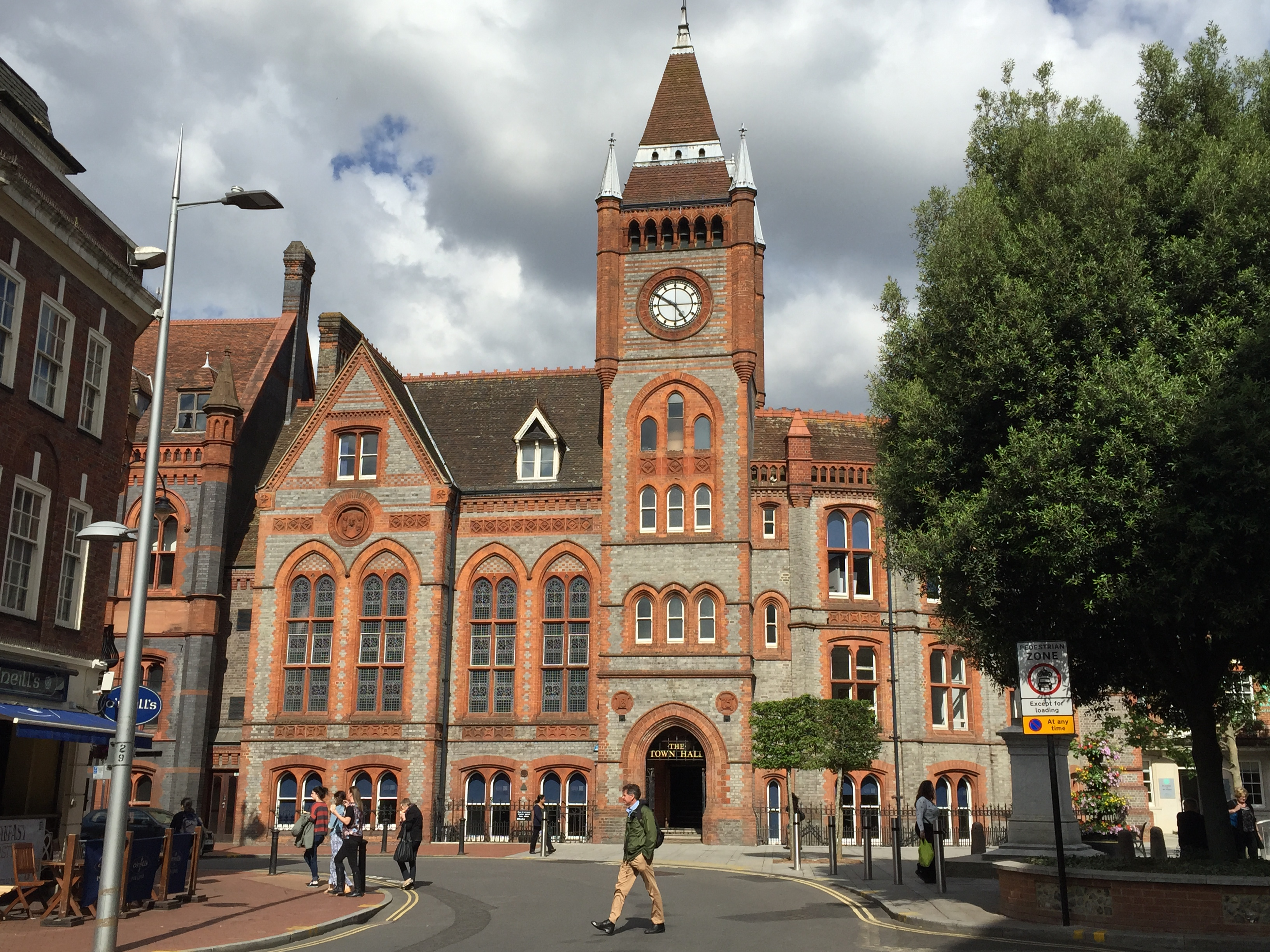
L'hôtel de ville de Reading en 2015.

Avant le XVIe siècle, l'administration de la ville de Reading était basée dans le Yield Hall, une salle de guilde située à côté de la Kennet, près de l'actuelle Yield Hall Lane. Après avoir été un temps au sein de la Greyfriars Church, le conseil municipal fait construire un nouvel hôtel de ville en ajoutant un étage à au réfectoire de l'hospitium de St John, qui faisait auparavant partie de l'abbaye de Reading. Pendant près de quatre siècles jusqu'aux années 1970, ce bâtiment accueille l'administration de Reading. Les améliorations et rénovations consécutives ont donné naissance à l'actuel hôtel de ville (en). En 1976, le Conseil du borough de Reading déménage dans le Civic Centre (en) récemment construit. En 2014, il redéménage dans un immeuble de bureaux situé sur Bridge Street, afin de faciliter la démolition et la développement de l'ancien site.
Le gouvernement du borough de Reading suit le modèle du leader et du cabinet. Après les élections de 2023, il était composé de 32 travaillistes, de 7 Verts, de 4 conservateurs, de 3 libéraux-démocrates et d'un indépendant. Le borough dispose d'un maire (actuellement Tony Page, en poste depuis mai 2023) qui dispose d'un rôle principalement cérémonial. Depuis 1887, le borough a incorporé les anciens villages de Southcote et Whitley ainsi que certaines parties d'Earley et de Tilehurst. En 1911, il a également incorporé le village de Caversham et une partie supplémentaire de Tilehurst. Une petite parcelle de la paroisse de Mapledurham est ajoutée en 1977. Une tentative d'incorporer une partie de la paroisse d'Eye and Dunsden dans l'Oxfordshire a été rejetée en raison d'une forte opposition de ses habitants en 1997. Aujourd'hui, le borough ne compte plus aucune paroisse, et les circonscriptions électorales pour les élections locales ont été redessinées sans prendre en compte leur ancien tracé ni leur nom.

Les frontières municipales de Reading ne comprennent pas toutes les banlieues. Certaines d'entre elles (Tilehurst, Calcot, Earley, Winnersh et Woodley) font partie, au moins partiellement, des boroughs du West Berkshire ou de Wokingham. Cette configuration inhabituelle crée plusieurs problèmes. La réduction de la surface habitable ou disponible à la construction au sein de ces frontières amène parfois à des conflits entre le conseil municipal et les collectivités voisines ; ce phénomène est exacerbé par le fait que les quartiers au sein de Reading votent principalement pour le parti travailliste, alors que les banlieues votent plus souvent pour les conservateurs, ou plus récemment pour les libéraux-démocrates. Ces conflits affectent le plus souvent l'éducation (plusieurs écoles ont leur secteur à cheval sur plusieurs territoires) et le transport. L'exemple le plus marquant pour le transport est la possibilité de construire une troisième route traversant la Tamise, ce à quoi les élus et résidents du South Oxfordshire s'opposent,. À ce sujet, Rob Wilson, alors membre du Parlement pour Reading East, a déclaré lors d'un débat à la Chambre des communes en janvier 2006 :
« Toutefois, le processus a été douloureusement lent et il semblerait que, pour deux pas faits en avant, trois soient faits en arrière — principalement en raison des volontés du Conseil du district du South Oxfordshire, qui agit comme une paroisse à ce sujet. De l'autre côté, le Conseil du borough de Reading a mis en place des stratégies visant à prioriser la circulation des locaux dans Reading, aux dépens de ceux qui cherchent à la traverser. Nous sommes à présent à un point où nous avons désespérément besoin d'une intervention directe de la part du gouvernement pour résoudre cette situation impossible entre deux collectivités territoriales »,.

### Jumelages
Quatre villes sont jumelées avec Reading :
- Düsseldorf (Allemagne) officieusement depuis 1947, officiellement depuis 1988 ;
- Clonmel (Irlande) depuis 1994 ;
- San Francisco Libre (Nicaragua) depuis 1994 ;
- Speightstown (Barbade) depuis 2003.

Bien qu'elle ne soit pas jumelée avec Reading, la ville néo-zélandaise de Dunedin compte deux banlieues nommées Caversham et Forbury d'après les localités de la ville par le colon William Henry Valpy (en), né à Reading en 1793.

## Population et société

### Démographie
Au milieu de l'année 2018, le territoire couvert par le borough de Reading comptait 174 820 habitants, soit 4 327 habitants par km2. L'aire urbaine au sens large comptait 318 014 habitants lors du recensement de 2011, ce qui en faisait la 23e plus grande ville du Royaume-Uni. En 2018, ils sont estimés à 337 108. D'après le recensement de 2011, 74,8% de la population du borough se décrivait comme blanche (65,3% comme blanc britannique), 9,1% comme sud-asiatique, 6,7% comme noir, 3,9% comme métisse, 4,5% comme Chinois et 0,9% comme apparentant à un autre groupe ethnique. En 2010, un rapport souligne que près de 150 langues différentes sont parlées par les habitants de Reading,. La ville a également une grande communauté polonaise, dont la présence remonte à plus de trente ans. En octobre 2006, la Reading Chronicle a imprimé 5 000 journaux en polonais sous le titre Kronika Reading,,.
| 1971    | 1981    | 1991    | 2001    | 2011    | 2016    | 2021    |
| ------- | ------- | ------- | ------- | ------- | ------- | ------- |
| 130 300 | 129 000 | 128 900 | 143 000 | 155 700 | 162 666 | 174 200 |

### Enseignement

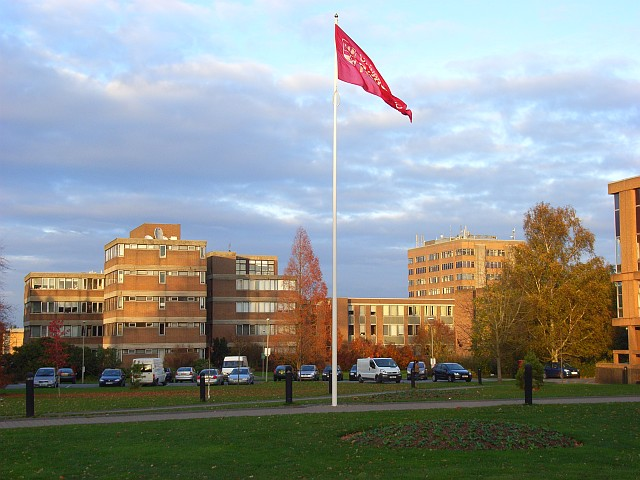
L'université de Reading en 2007.

La Reading School, fondée en 1125, est la 16e plus vieille école d'Angleterre. La ville dispose de 38 écoles primaires et de 6 collèges publics répartis dans le borough, ainsi que plusieurs écoles et crèches privées. L'école pour garçons Alfred Sutton a fermé au milieu des années 1980. Le Reading College est le seul établissement d'enseignement supérieur de la ville, ouvert en 1955. Il accueille 8 500 élèves sur plus de 900 enseignements. La ville dispose également de quatre écoles de langue anglaise : Gateway Languages, l'English Language Centre, l'ELC London Street et l'Eurospeak Language School.
L'université de Reading est fondée en 1892, et fait alors partie de l'université d'Oxford. Le campus de London Road ouvre en 1904 et celui de Whiteknights en 1947. Il englobe le Bulmershe College of Higher Education en 1989, une ancienne école de professeurs, qui devient le campus de Bulmershe Court. Le Henley Management College, situé dans le Buckinghamshire à environ 16 km de Reading, est englobé en 2008, devenant le campus de Greenlands. L'université de Londres Ouest dispose de locaux dans la ville.

### Culture

#### Manifestations culturelles et festivités

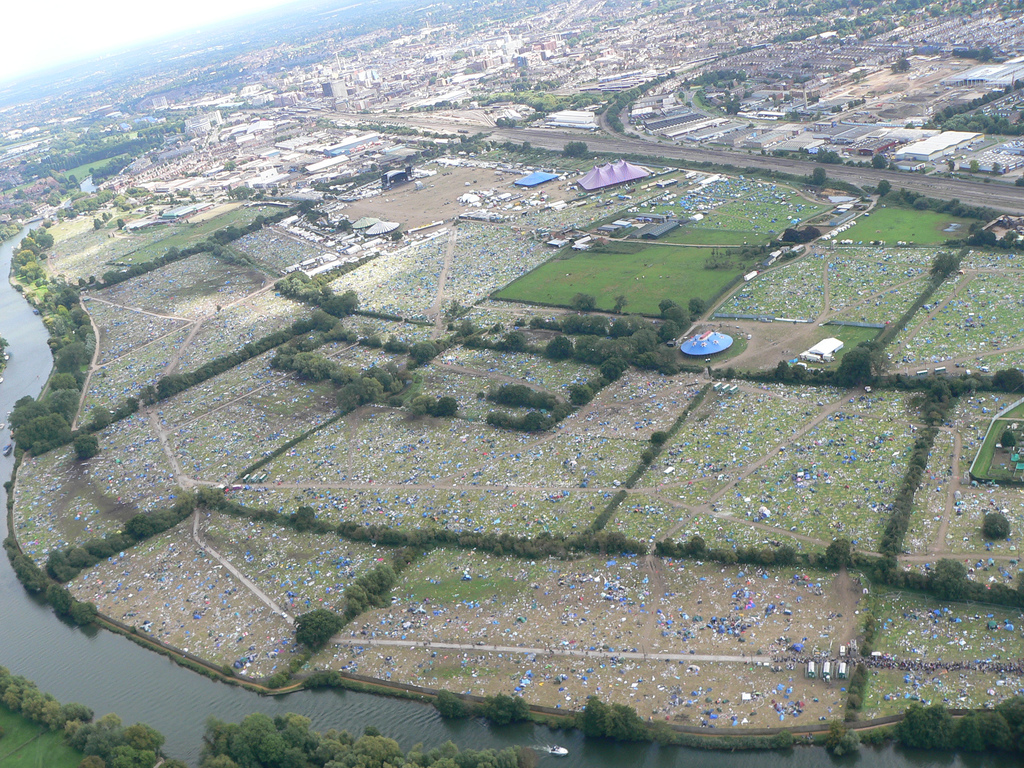
Le Reading Festival vu du ciel en 2007.

Chaque année depuis 1971, la ville accueille le Reading Festival,. Le festival a lieu pendant trois jours (vendredi, samedi et dimanche) à l'occasion d'un week-end férié. Il s'agit du deuxième plus grand festival du Royaume-Uni après celui de Glastonbury. Le Reading Festival se déroule chaque année sur les terres de la Little Johns Farm, le long de Richfield Avenue. Pendant une vingtaine d'années jusqu'en 2006, Reading était également connue pour avoir accueilli le WOMAD Festival avant qu'il ne déménage au Charlton Park de Malmesbury dans le Wiltshire,. Le festival de la bière de Reading s'est tenu pour la première fois en 1994, et est aujourd'hui l'un des plus grands évènements du genre du pays. Il se tient chaque année à King's Meadow les cinq jours précédant les fêtes de mai. Reading accueille également une pride sous la forme d'un festival LGBT annuel à King's Meadow. Le National Jazz & Blues Festival s'est tenu dans la ville de 1971 à 1977.

#### Lieux et monuments
Le Royal County Theatre, dessiné par l'architecte Frank Matcham (en) et construit en 1895, se situait au sud de Friar Street. Il est détruit lors d'un incendie en 1937. Au sein de l'hôtel de ville se trouve une salle de spectacles de 700 places assises dotée d'un orgue Henry Willis & Sons. Les principaux théâtres de Reading sont The Hexagon et le South Street Arts Centre,. Le théâtre classique de Reading se trouve dans le Reading College : son mécène royal est le prince Edward, duc d'Édimbourg. Parmi les autres théâtres de plus petit gabarit, le Progress Theatre est un établissement privé créé en 1947. Il comporte 97 places assises et accueille un certain nombre d'évènements caritatifs. Le Rabble Theatre à Caversham et le Reading Rep sur la London Road proposent des pièces de théâtre classiques et contemporaines.

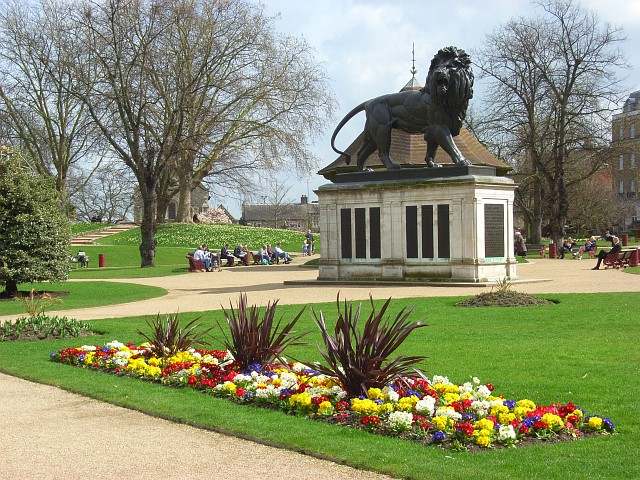
Le Lion de Maiwand en 2008.

Le Maiwand Lion (en français : « Lion de Maiwand »), situé dans les Forbury Gardens, est un symbole de la ville de Reading. Il rend hommage aux 328 officiers du Royal Berkshire Regiment qui ont perdu la vie lors de la bataille de Maiwand en 1880,. Il existe un certain nombre d'œuvres d'art dans l'espace public à Reading. The Blade est un immeuble de 86 mètres de hauteur pour 14 étages construit en 2009 visible depuis toute la ville. Le Jacksons Corner avec son enseigne imposante, est l'endroit où l'ancien grand magasin Jacksons se trouvait. Il occupait l'angle de Kings Road et de High Street, juste au sud de la Market Place. Reading a six monuments classés de premier grade, 22 de deuxième grade et 853 de troisième grade, qui représentent une large palette de styles architecturaux du Moyen-Âge à l'ère moderne. Les monuments de premier grade sont l'abbaye de Reading Abbey, la Porte de l'abbaye, l'église Greyfriars, l'église St. Laurence, la cathédrale de Reading et une ancienne grange,.
Les bibliothèques du borough de Reading sont ouvertes en 1877. Initialement situées dans l'hôtel de ville de Reading, sa majeure partie est déplacée dans un nouveau bâtiment sur King's Road en 1985.

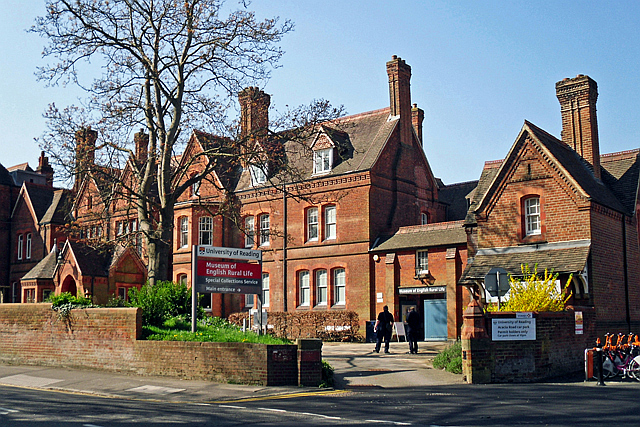
Le musée de la vie rurale anglaise à Reading.

Le musée de Reading ouvre en 1883 dans les bâtiments municipaux,. Il contient des expositions retraçant l'histoire de Reading ainsi que quelques objets retrouvés lors des fouilles archéologiques de Calleva Atrebatum, une réplique à taille réelle de la tapisserie de Bayeux, une collection d'œuvres d'art et une exposition sur la biscuiterie Huntley and Palmers. Le musée de la vie rurale anglaise, situé à l'est de Reading, est dédié aux évolutions de l'agriculture et de la ruralité anglaises. Ses collections sont catégorisées comme d'importance nationale. Le musée est la propriété de l'université de Reading, tout comme le musée Ure d'archéologie grecque, le musée Cole de zoologie et les jardins botaniques Harris. Tous se trouvent sur le campus Whiteknights,,. Le Riverside Museum près de l'écluse de Blake retrace l'histoire des deux cours d'eau de Reading. Le musée de l'aviation du Berkshire dispose d'une collection d'aéronefs et d'artefacts reliés à l'industrie aéronautique de la ville.

#### Références culturelles

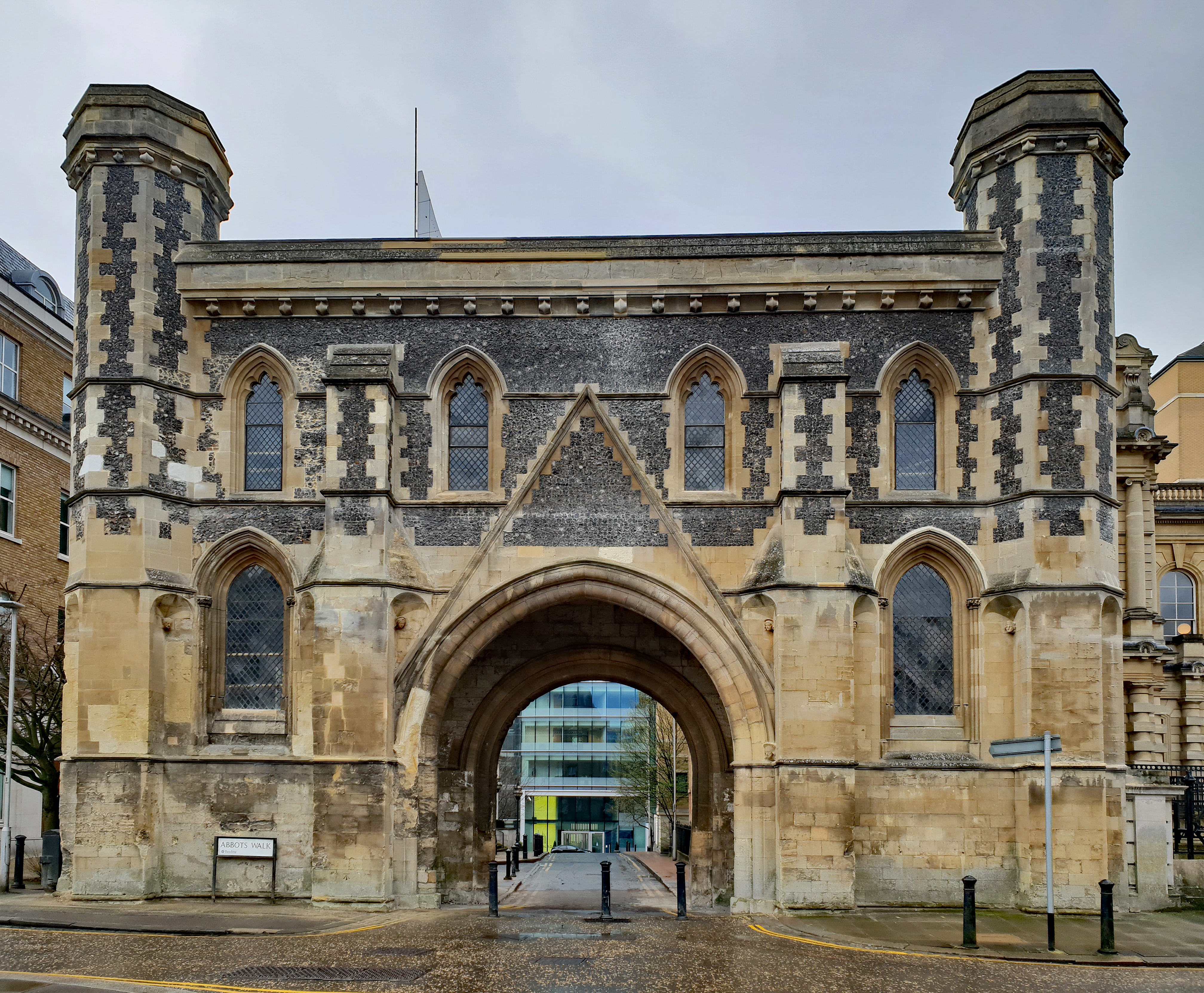
La Porte de l'abbaye en 2018.

### Sports

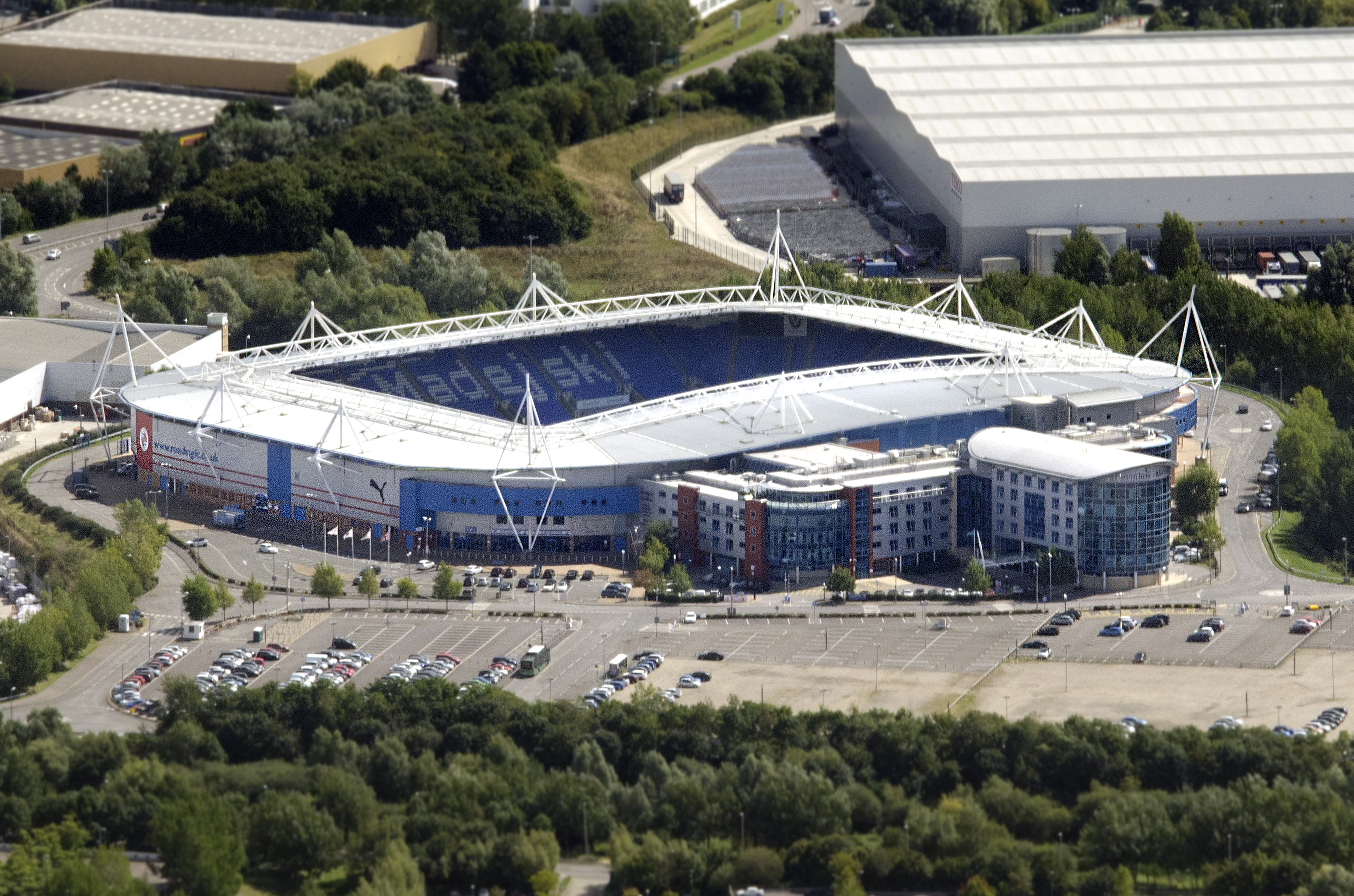
Le Madejski Stadium en août 2014.

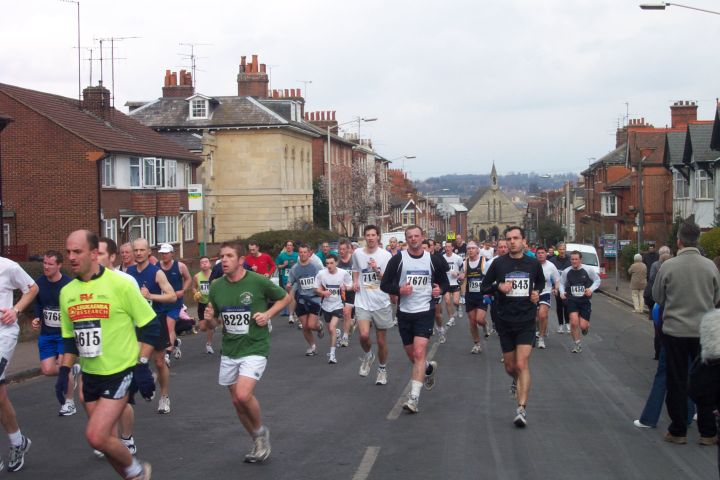
Le semi-marathon de Reading en 2004.

### Cultes

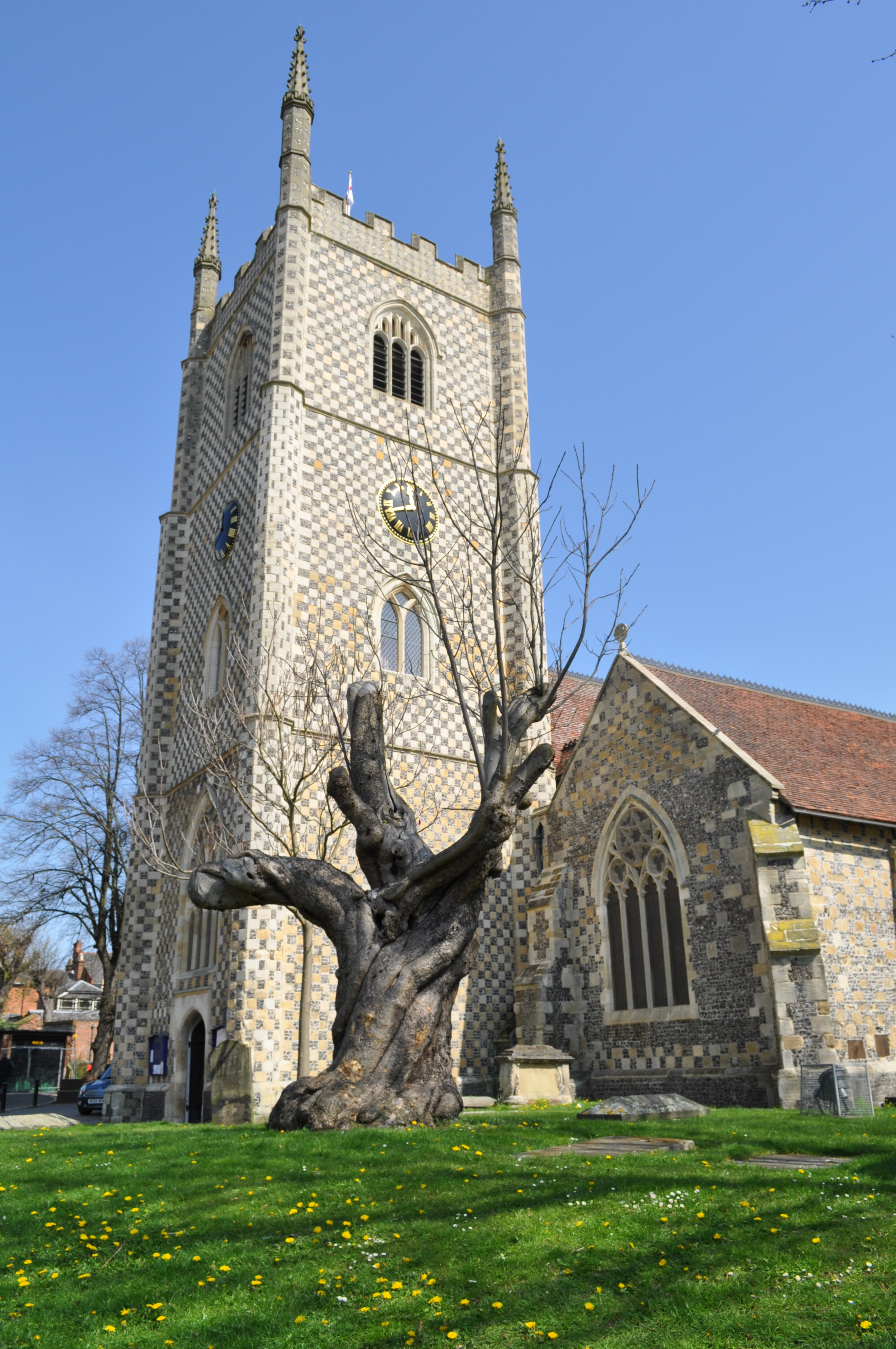
La tour de la cathédrale de Reading.

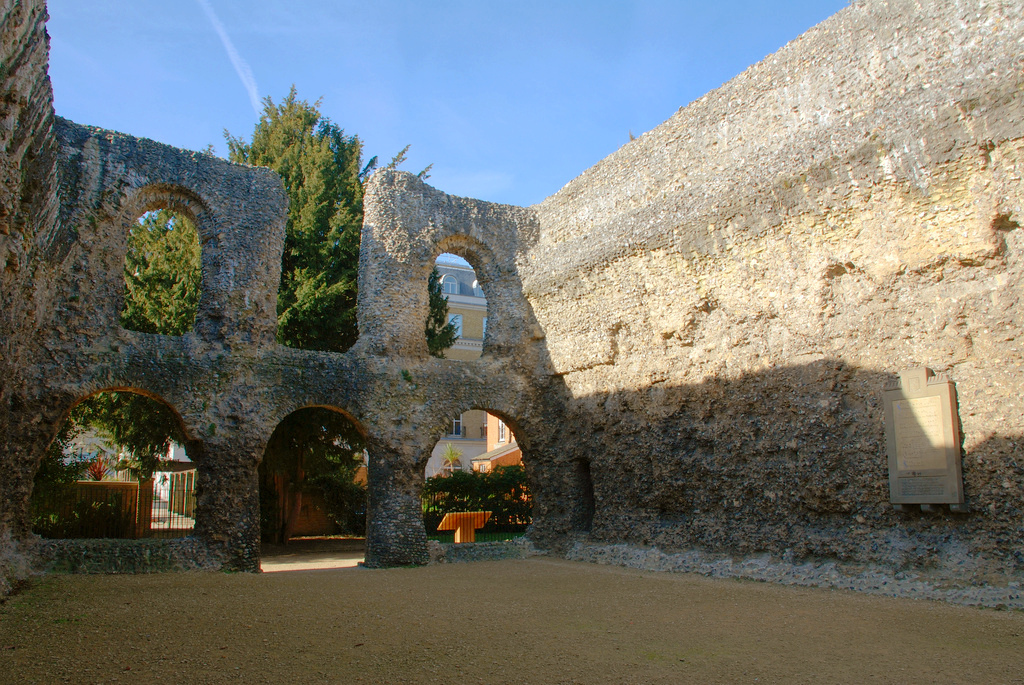
Les ruines de l'intérieur de la salle capitulaire de l'abbaye de Reading.

### Parcs et espaces publics

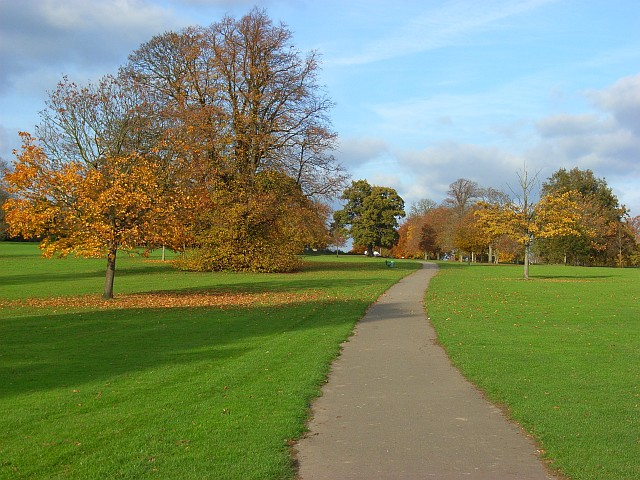
Le Prospect Park.

## Économie

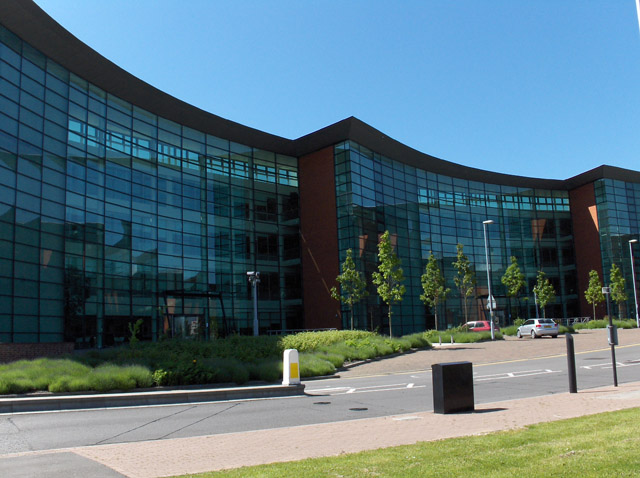
Le Reading International Business Park où se trouve le siège britannique de Verizon.

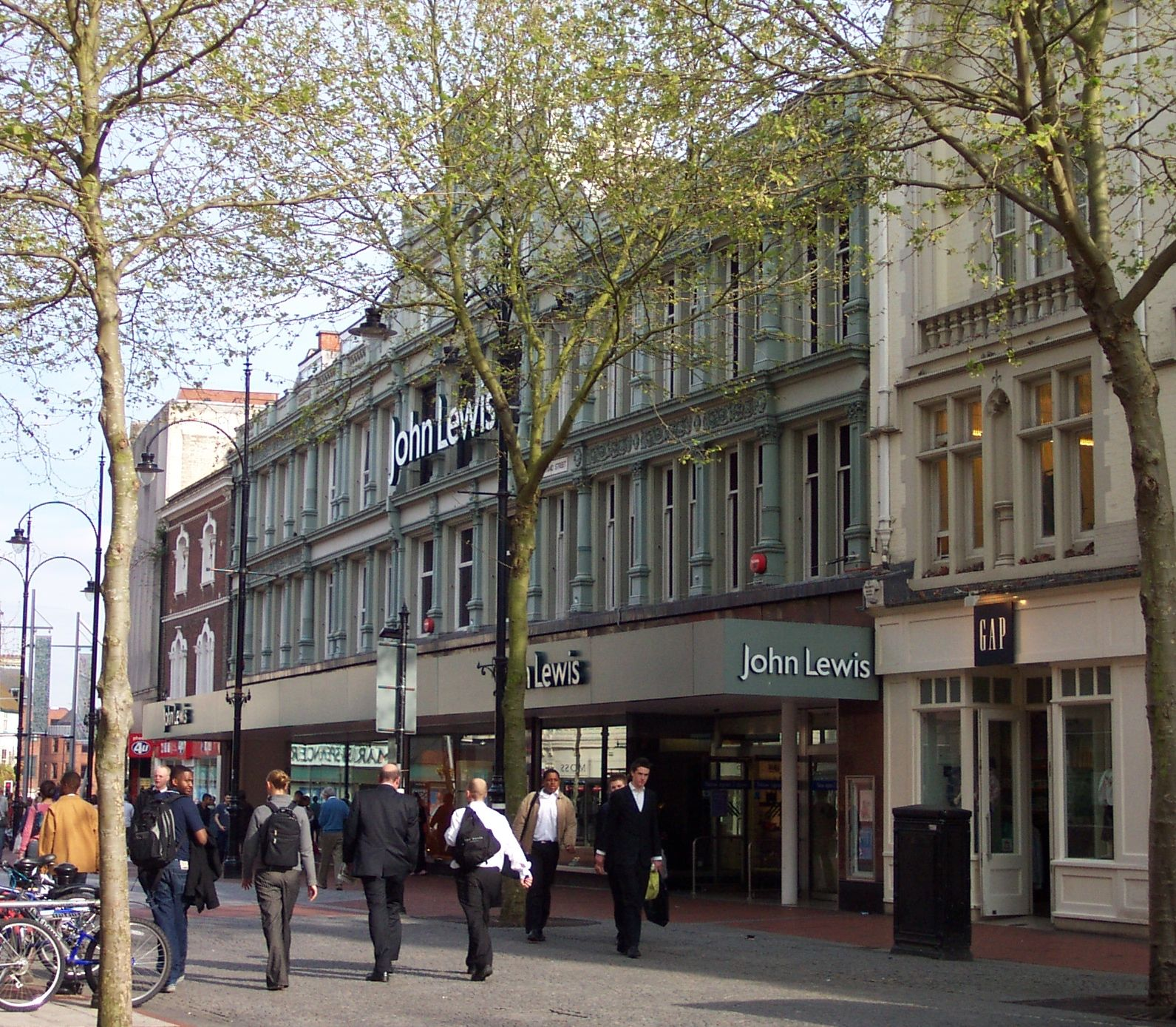
La devanture du grand magasin John Lewis de Reading.

## Transports

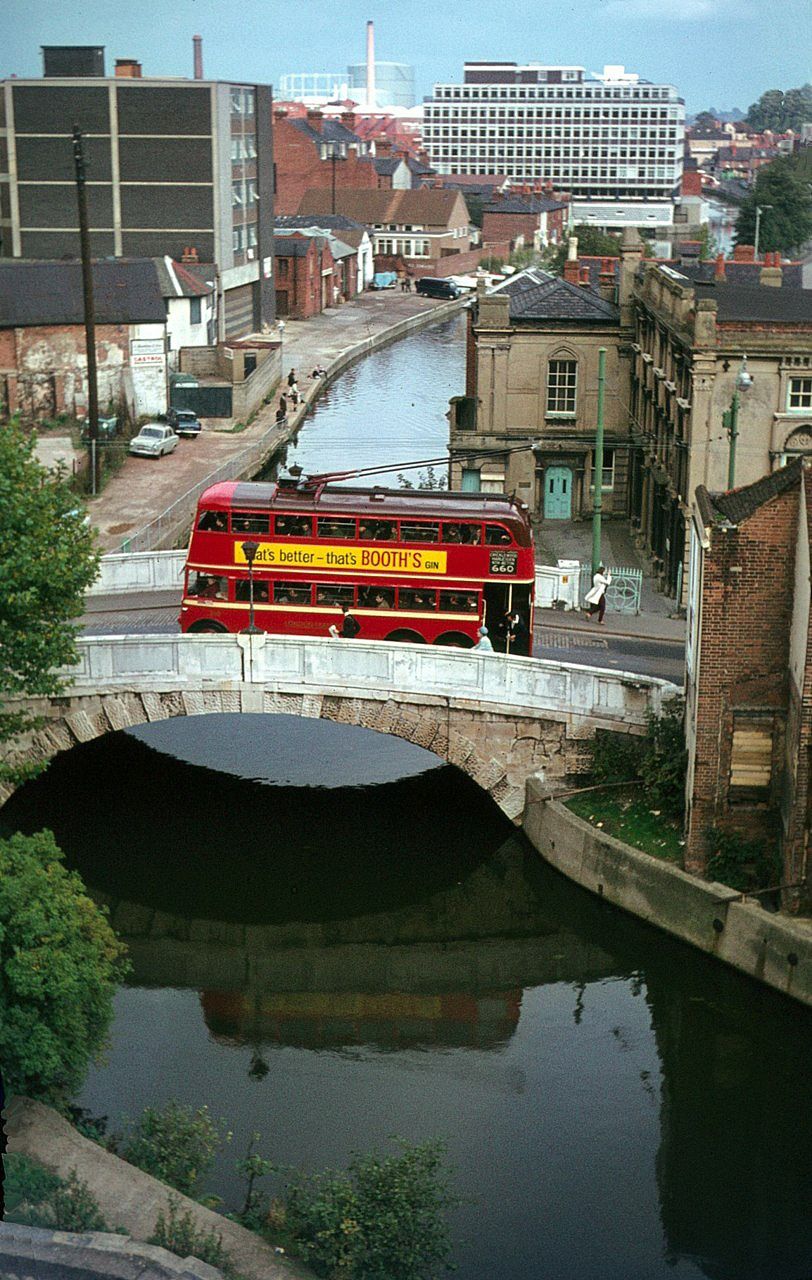
La Kennet à Reading.

### Transport ferroviaire

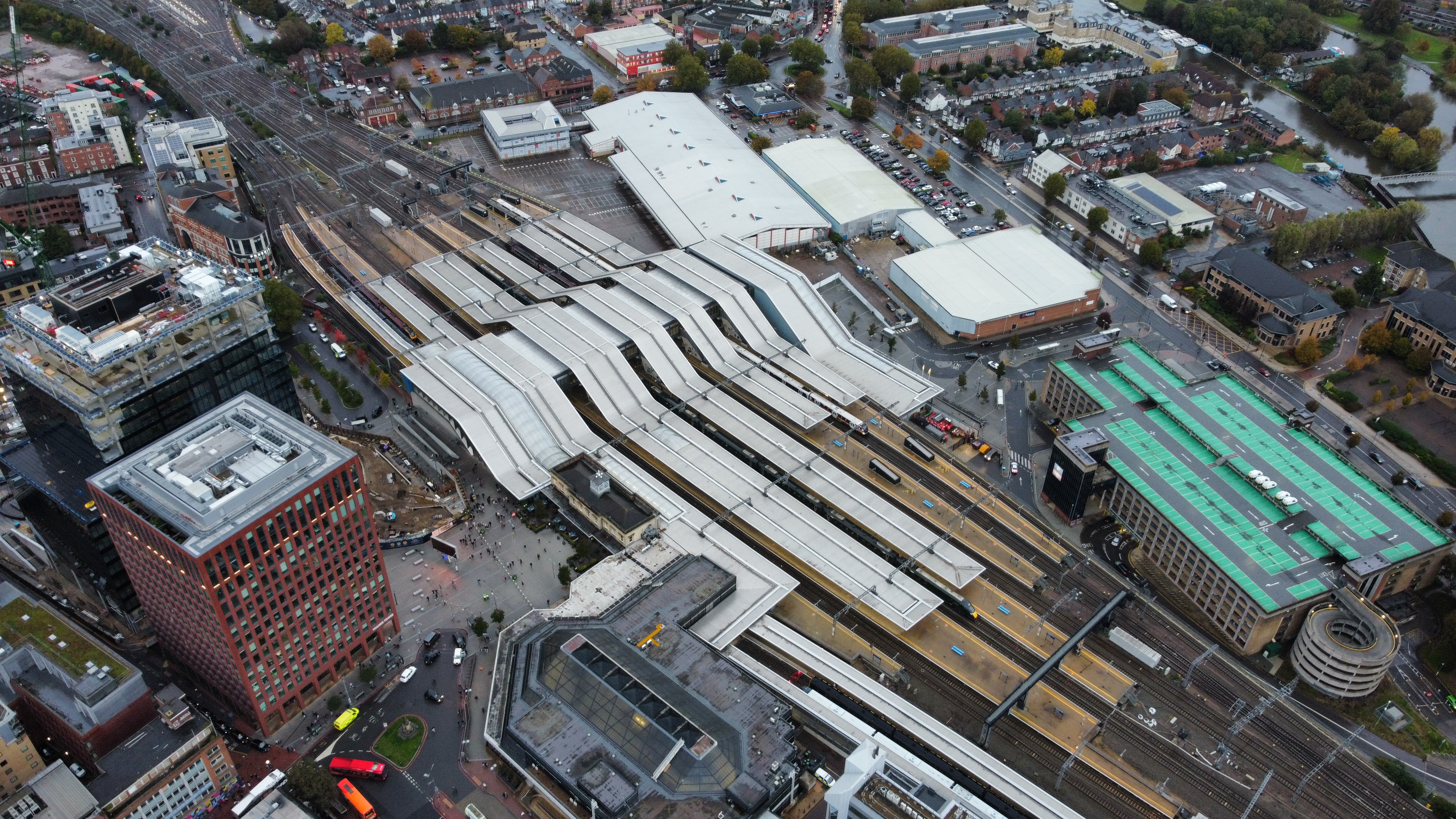
La gare de Reading vue du ciel.